# Václav Dvořák (poslanec Říšské rady)
Václav Dvořák (27. září 1856 Podeřiště – 30. srpna 1914) byl rakouský a český rolník a politik, na přelomu 19. a 20. století poslanec Českého zemského sněmu, počátkem 20. století poslanec Říšské rady.

## Biografie
Profesí byl rolníkem v rodném Podeřišti. Koncem 19. století se uvádí jako starosta této obce a zároveň okresní starosta v Netolicích. Do funkce okresního starosty byl znovu potvrzen roku 1901 a roku 1905.
V 90. letech 19. století se zapojil i do zemské politiky. Ve volbách v roce 1895 byl zvolen v kurii venkovských obcí (volební obvod Prachatice, Netolice, Volary) do Českého zemského sněmu. Politicky patřil k mladočeské straně. Potom zasedal také v Říšské radě (celostátní zákonodárný sbor), kam usedl ve volbách do Říšské rady roku 1901 za kurii venkovských obcí, obvod: Budějovice, Třeboň, Týn nad Vltavou atd. Na Říšské radě se později již uvádí jako poslanec agrární strany. V roce 1906 se v Říšské radě zapojil do fyzického konfliktu mezi českými a německými poslanci. Byl do krve poškrabán v obličeji. Následně se vrátil do zemského sněmu, kam byl za agrárníky zvolen ve volbách v roce 1908 v kurii venkovských obcí (opět volební obvod Prachatice, Netolice, Volary).